# Цулукидзе, Лука
Лука́ Цулуки́дзе (груз. ლუკა წულუკიძე; род. 8 февраля 2004, Зестафони, Имеретия) — грузинский футболист, полузащитник батумского «Динамо».

## Биография
Уроженец Зестафони. Воспитанник «Сабуртало».
29 ноября 2021 года провел дебютный матч в чемпионате Грузии против «Шукуры», отметившись голом на 86 минуте.
В феврале 2022 года перешёл в «Урал», однако 10 марта воспользовался функцией приостановки контракта и провел оставшуюся часть сезона в «Сабуртало».
Летом 2022 года вернулся в «Урал». В августе на тренировке получил разрыв передней крестообразной связки правого колена и 4 августа перенёс операцию.
21 мая 2023 года дебютировал в РПЛ, выйдя на замену в матче против клуба «Крылья Советов».
25 июля 2023 года был арендован тбилисским «Динамо-2».
24 января 2024 года покинул «Урал», расторгнув контракт по обоюдному согласию.
В январе 2024 года перешёл в тбилисский «Локомотив».
В начале 2025 года присоединился к батумскому «Динамо».

## Статистика выступлений
| Выступление          | Выступление      | Выступление      | Лига | Лига | Кубки | Кубки | Еврокубки | Еврокубки | Итого | Итого |
| Клуб                 | Лига             | Сезон            | Игры | Голы | Игры  | Голы  | Игры      | Голы      | Игры  | Голы  |
| -------------------- | ---------------- | ---------------- | ---- | ---- | ----- | ----- | --------- | --------- | ----- | ----- |
| Сабуртало            | Эровнули лига    | 2021             | 1    | 1    | 0     | 0     | —         | —         | 1     | 1     |
| Сабуртало            | Итого            | Итого            | 1    | 1    | 0     | 0     | —         | —         | 1     | 1     |
| Урал                 | РПЛ              | 2022/23          | 1    | 0    | 0     | 0     | —         | —         | 1     | 0     |
| Урал                 | Итого            | Итого            | 1    | 0    | 0     | 0     | —         | —         | 1     | 0     |
| → Сабуртало          | Эровнули лига    | 2022             | 1    | 0    | 0     | 0     | 0         | 0         | 1     | 0     |
| → Сабуртало          | Итого            | Итого            | 1    | 0    | 0     | 0     | 0         | 0         | 1     | 0     |
| → Динамо-2 (Тбилиси) | Эровнули лига 2  | 2023             | 13   | 2    | 0     | 0     | —         | —         | 13    | 2     |
| → Динамо-2 (Тбилиси) | Итого            | Итого            | 13   | 2    | 0     | 0     | —         | —         | 13    | 2     |
| Локомотив            | Эровнули лига 2  | 2024             | 32   | 5    | 2     | 0     | —         | —         | 34    | 5     |
| Локомотив            | Итого            | Итого            | 32   | 5    | 2     | 0     | —         | —         | 34    | 5     |
| Динамо (Батуми)      | Эровнули лига    | 2025             | 18   | 3    | 2     | 2     | —         | —         | 20    | 5     |
| Динамо (Батуми)      | Итого            | Итого            | 18   | 3    | 2     | 2     | —         | —         | 20    | 5     |
| Всего за карьеру     | Всего за карьеру | Всего за карьеру | 66   | 11   | 4     | 2     | 0         | 0         | 70    | 13    |

## Достижения
«Сабуртало»
- Обладатель Кубка Грузии: 2021[англ.]
- Итого : 1 трофей